# Municipio de Lawrence (condado de Cloud)
El municipio de Lawrence (en inglés: Lawrence Township) es un municipio ubicado en el condado de Cloud en el estado estadounidense de Kansas. En el año 2010 tenía una población de 118 habitantes y una densidad poblacional de 1,25 personas por km².

## Geografía
El municipio de Lawrence se encuentra ubicado en las coordenadas 39°36′39″N 97°32′8″O / 39.61083, -97.53556. Según la Oficina del Censo de los Estados Unidos, el municipio tiene una superficie total de 94.32 km², de la cual 93 km² corresponden a tierra firme y (1,41 %) 1,33 km² es agua.

## Demografía
Según el censo de 2010, había 118 personas residiendo en el municipio de Lawrence. La densidad de población era de 1,25 hab./km². De los 118 habitantes, el municipio de Lawrence estaba compuesto por el 100 % blancos. Del total de la población el 0 % eran hispanos o latinos de cualquier raza.